# Roman Hofer
Roman Hofer (ur. 26 maja 1976) – austriacki narciarz, specjalista narciarstwa dowolnego. Jego najlepszym wynikiem na mistrzostwach świata jest 4. miejsce w skicrossie na mistrzostwach w Madonna di Campiglio. Nigdy nie startował na igrzyskach olimpijskich. Najlepsze wyniki w Pucharze Świata osiągnął w sezonie 2005/2006, kiedy to zajął trzecie miejsce w klasyfikacji generalnej, a w klasyfikacji skircossu był drugi. W sezonie 2003/2004 był trzeci w klasyfikacji skicrossu.
W 2007 r. zakończył karierę.

## Sukcesy

### Mistrzostwa Świata
| Miejsce | Dzień    | Rok  | Miejscowość          | Konkurencja | Zwycięzca   |
| ------- | -------- | ---- | -------------------- | ----------- | ----------- |
| 13.     | 18 marca | 2005 | Ruka                 | Skicross    | Tomáš Kraus |
| 4.      | 6 marca  | 2007 | Madonna di Campiglio | Skicross    | Tomáš Kraus |

#### Miejsca w klasyfikacji generalnej
- 2001/2002 – 13.
- 2002/2003 – 19.
- 2003/2004 – 9.
- 2004/2005 – 24.
- 2005/2006 – 3.
- 2006/2007 – 109.

#### Miejsca na podium
1. Laax – 18 stycznia 2004 (Skicross) – 2. miejsce
2. Špindlerův Mlýn – 31 stycznia 2004 (Skicross) – 3. miejsce
3. Sauze d’Oulx – 12 marca 2004 (Skicross) – 2. miejsce
4. Sierra Nevada – 11 marca 2006 (Skicross) – 2. miejsce
5. Sierra Nevada – 12 marca 2006 (Skicross) – 1. miejsce

- W sumie 1 zwycięstwo, 3 drugie i 1 trzecie miejsce.